# 透闪石

透闪石（英語：Tremolite）为一種鏈硅酸盐礦物，屬於角闪石族，通常由富含白云石和石英的沉積物經過變質作用後形成。晶体常以辐射状或柱状排列。透閃石与阳起石（actinolite）、铁阳起石（ferro-actinolite）構成矿物系列，隨著镁离子可被二价铁离子部分置换，颜色會開始加深，直至深绿。

## 發現與命名
透閃石於1789首次被記錄，其英文名稱由瑞士的一位媒體工作者Johann Georg Albrecht Höpfner以瑞士提契諾州的Tremola Valley來命名，不過標準地點卻是在提契諾州Piumogna Valley的Campolungo地區。

## 成因
透閃石是變質度的指標礦物之一，在高溫下會轉化為透輝石。
透閃石常發生於富含鈣、鎂的矽質沉積岩的接觸變質作用中，另外也可以在源自於超基性岩或富含碳酸鎂的綠色片岩中發現透閃石。常見伴生礦物包括方解石、白雲石、鈣鋁榴石、矽灰石、滑石、透輝石、鎂橄欖石、角閃石、鎂鈉閃石及白雲石。

## 用途
宝石学上也称闪玉，是和闐玉的主要成分。其中羊脂白玉是99%以上纯度的透闪石。晶体纤维排列沿一定方向的闪玉经打磨可产生“猫眼”效果。
纖維狀的透闪石可以被用做石棉，特别是过滤酸性溶液。